# Toxodontinae
Toxodontinae é uma subfamília da família Toxodontidae que inclui animais extintos como os toxodontes e seus semelhantes.